# Расова хигиена
 Тази статия е за расисткия термин.  За за книгата вижте Расова хигиена (книга).  
Расова хигиена е термин (на немски: Die rassenmässige Hygiene) на евгениката в Третия Райх.
Терминът „расова хигиена“ е изобретение от немския учен Алфред Пльотц, който го използва като понятие в своята теория, според която трябва да се спазват строги правила при възпроизвеждането на потомството, които да доведат до подобряване на расовата чистота на германците. В концепцията си за расова хигиена на нацията, Пльотц извежда необходимостта хората да се делят на висша раса и по-нисши индивиди (елементи) въз основа на съответното проучване. Първите следва да се поддържат изкуствено, а за вторите е необходимо предотвратяване на възпроизвеждането им.

## Идейни основи и възникване
В началото на 20 век е изключително популярно произведението „На какво се крепи XIX век“ на Хюстън Чембърлейн. Постепенно тази теория набира все повече поддръжници и става все по-мощна и радикална. След трагичния край на Първата световна война с Версайския договор, теорията намира благодатна почва за развитие в победена Германия. Концепцията е политически подета през 1921 г., когато в страната излиза учебник по генетика на човека, спонсориран от Ервин Бауер, Ойген Фишер и Фриц Ленц. Този учебник съдържа изчерпателен материал за всичко, което се знае по онова време за генетиката на човека. В него има голям раздел за евгениката. Авторите са на мнение, че основните физически характеристики и особености на човешкото поведение се наследяват генетично, като образованието играе несъществена роля. Още тук се съдържат отправните съждения, които впоследствие се въвеждат в учебниците за СС – за „лошото“ качество хора с ниско интелектуално и психично ниво на развитие, които се размножават много по-бързо от „по-добрите“ или „висшите“ (Superior) представители на човечеството (и носители на творческото начало).
„Европейската и американската раса“ са изправени пред колапс според тази теория под натиска на бързото размножаване на „най-лошите“ расови представители (в дъното на които са циганите и в частност евреите). Да се противодейства на този процес, според авторите, може само законодателно, подобно на практиката в САЩ. Единственото ефективно средство срещу този деградивен и деструктивен процес, привържениците на евгениката, намират в стерилизацията на „нисшите раси“.
Според един от водещите расови идеолози на Германия Ханс Гюнтер, расовата хигиена е неудачно наименование, понеже тази наука не е пряко свързана с чисто расовите проучвания и признаци (по-скоро е вдъхновена от антропологията). Тази наука изследва процесите на отбор, процесите, които се случват в рамките на всеки народ и биха могли да доведат или до биологичен прогрес или до колапс и дегенерация.
Сред европейските страни единствено в Германия нацистите развиват идеята за евгеника под формата на „расова хигиена“, оправдавайки с нея политиката си по еврейския въпрос.

## Проникване на идеите в немското общество
Идеята за расова хигиена прониква в обществото не като чиста наука, а като специфичен антропологичен набор от политически и социални стремежи и мерки.
През 1927 г. в Берлин е създаден специален институт по антропология, генетика на човека и евгеника. Идеята за расова хигиена постепенно става много популярна сред обществото, а след Голямата депресия се официализира в политиката на Третия райх.